# Collection de peintures du musée Jacquemart-André de Chaalis
La collection de peintures du musée Jacquemart-André de Chaalis regroupe les œuvres léguées par Nélie Jacquemart-André en 1912 à l'Institut de France avec sa propriété de l'abbaye de Chaalis et conservées sur place. Cette collection s'est agrémentée de quelques donations à l'Institut depuis. Les tableaux sont répartis dans toutes les salles du musée, ancienne résidence de Nélie Jacquemart. Ils sont présentés ici par école et par peintre.

## École italienne

### XIVeetXVesiècles

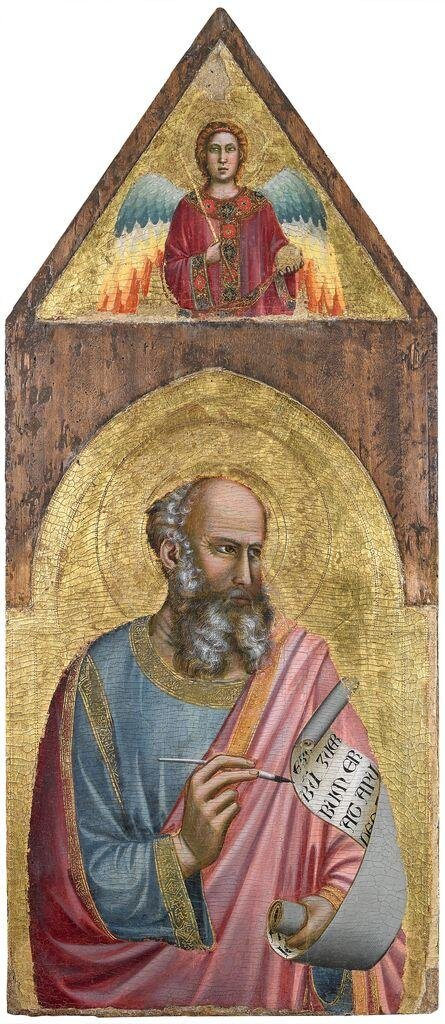
Saint Jean l'évangeliste par Giotto

- Giotto di Bondone : Saint-Jean l’Evangéliste, Saint-Laurent (vers 1320)
- Angelo Puccinelli : La Vierge d'humilité (1375-1380)
- Giovanni del Ponte : Vierge à l’enfant entourée de deux anges, saint Julien et sainte Dorothée (vers 1415-1420)
- Maître de 1441 : Ganymède enlevé par un aigle
- Modifier les liens : Saint Julien
- Bonifacio Bembo : Buste de jeune homme vu de face, Buste de femme vu de profil (vers 1470)
- Anonyme lombard : Saint Augustin
- Anonyme d'Emilie : Sainte Femme
- Anonyme bolognais : La Présentation de la Vierge au Temple (vers 1475)
- Lorenzo Costa (d'après) : Quatre filles de la famille Bentivoglio
- Geminiano Benzoni (d)  : Saint Jérôme lisant (vers 1490)
- Luca Signorelli : Vierge à l’enfant avec saint Jean-Baptiste et saint Jean l'évangéliste (vers 1490)
- Sandro Botticelli (d'après) : La Vierge à l'Enfant (vers 1490-1500)
- Pietro di Francesco degli Orioli : Saint Jean devant le tombeau vide de la Vierge (vers 1480-1496)
- Domenico di Michelino : L'Incrédulité de saint Thomas

### XVIesiècle
- Bernardino de Conti : Portrait de femme noble vers 1499-1505)
- Giacomo Pacchiarotti : L'Hiver (vers 1500)
- Maître du Tondo Holden (d)  : Saint Sébastien (vers 1500)
- Francesco di Simone da Santacroce (en) : Mariage mystique de sainte Catherine (vers 1500)
- Pseudo Granacci (d)  : Vierge à l'Enfant avec le petit saint Jean-Baptiste et deux anges (vers 1500-1510)
- Anonyme ombrien : Scène de banquet (vers 1505)
- Gerino da Pistoia : Sainte Lucie et saint Étienne (vers 1510)
- Francesco Francia : Vierge à l’enfant au chardonneret (vers 1510-1517)
- Giovanni Cariani : Portrait d'homme (Antonio Pio da Carpi ?) (vers 1515)
- Leonardo di Francesco di Lazzaro Malatesta : Le Repos pendant la fuite en Égypte (vers 1516)
- Anonyme vénitien (Floriano Ferramola ?) : Saint Zacharie accueillant saint Servolo (vers 1515-1520)
- Andrea Previtali : Pastorale (vers 1520)
- Paolo Veronese (entourage de) : Portrait d'un jeune homme de la famille Soranzo
- Anonyme vénitien ou napolitain : Portrait d'un jeune homme de 22 ans tenant un livre (vers 1540)
- Carlo Portelli da Loro : Portrait de jeune homme (vers 1543-1545)
- Felice Riccio : Junon et Minerve (vers 1580 ?)
- Palma le jeune (entourage de) : Suzanne et les vieillards (vers 1595)
- Anonyme vénitien (?) : La Vierge à l'Enfant avec sainte Catherine et saint Antoine de Padoue
- Giulio Campi : Buste de jeune homme portant un béret
- Ranieri Borghetti : Portrait d'un bourgeois et de son fils

### XVIIeetXVIIIesiècles

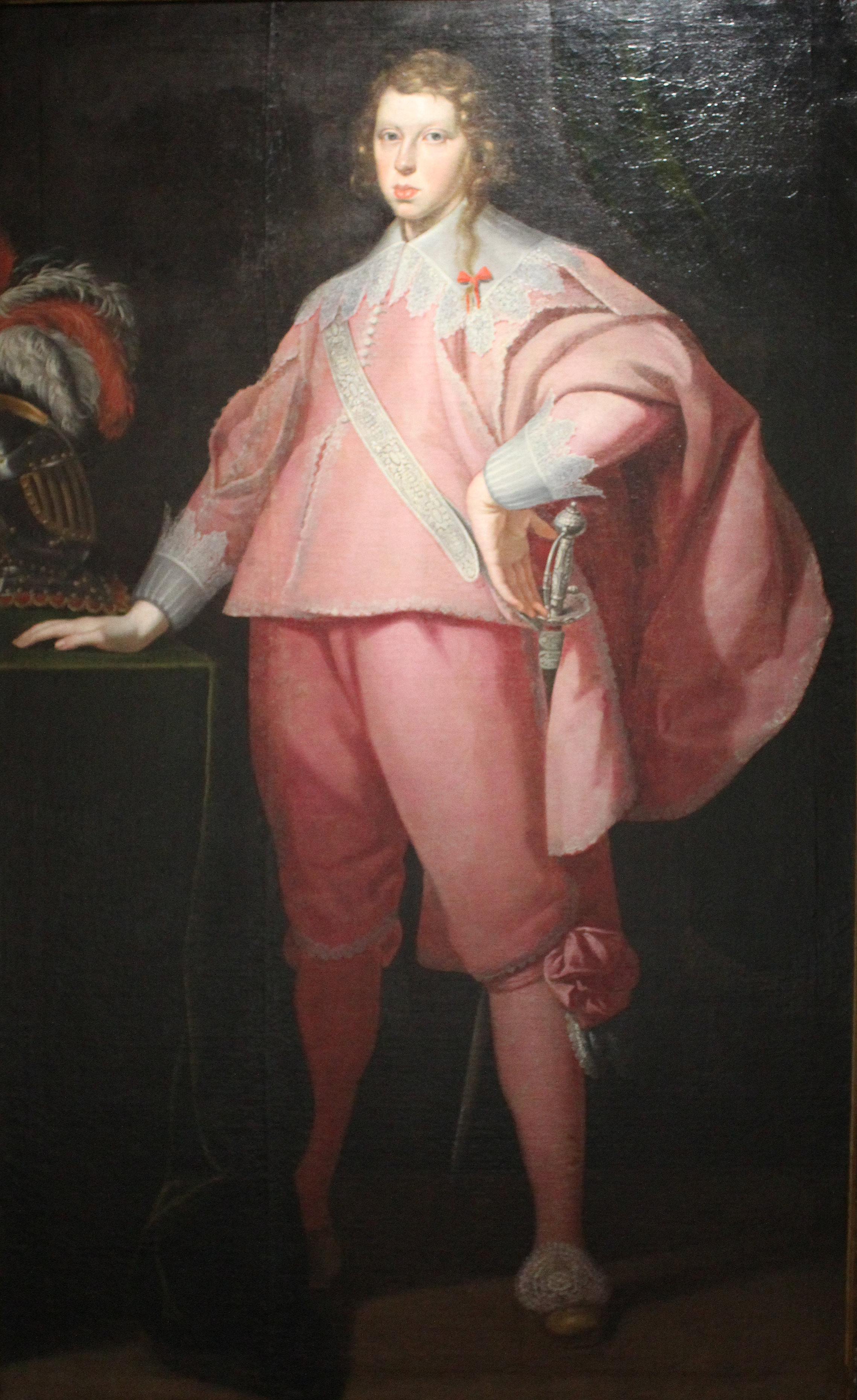
Portrait de l'archiduc Ferdinand Charles de Habsbourg par Lorenzo Lippi.

- Le Tintoret (entourage de) : Adame et Eve (vers 1600), Portrait d'un procurateur (vers 1600)
- Paolo dei Freschi : Portrait d'un avogadore ou conseiller d'État (vers 1590-1610)
- Palma le jeune : Le Baptême du Christ (vers 1600), Tête d'homme à barbe grise (vers 1600-1605)
- Domenico Carpinoni : Sainte Marie Madeleine ou La Foi (vers 1600)
- Lorenzo Lippi et atelier : Portrait de l'archiduc Ferdinand Charles de Habsbourg, comte de Tyrol (1643-1644)
- Ascanio Luciano (en) : Architecture de palais avec remise des clés à saint Pierre (vers 1640-1650)
- Sebastiano Mazzoni : Allégorie des Arts du dessin (vers 1650-1660)
- Gennaro Greco : quatre Tableaux d'architectures (vers 1700)
- Leonardo Coccorante (école de) : Ruines en bord de mer
- Anonyme émilien (anciennement Pietro Bardellino) : Les Quatre saisons(vers 1730-1740)
- Bernardo Bellotto : Vue de l'église San Simeone Piccolo à Venise (vers 1740)
- Michele Marieschi : Vue de San Giorgio Maggiore
- Marcello Bacciarelli : Portrait de la comtesse Mniszchowa (1789)
- Anonyme romain : Portrait de jeune femme

## École flamande
- Joos van Cleve (1485-1540) : Vierge aux cerises (atelier)

## École espagnole
- Juan Pantoja de la Cruz (1553–1608) : Portrait d'un Gentilhomme debout

## École allemande
- Bartholomaeus Bruyn le Vieux (1493-1555) : Portrait du Dr Petrus van Clapis
- Godfrey Kneller (1646-1723) : Portrait d'un architecte

## École hollandaise
- Jan Cornelisz Vermeyen (1500-59) : Portrait présumé d'Alfonso Valdes
- Jan Davidsz de Heem (1600-74) : Nature morte au homard et aux fruits
- Johannes Coesermans (1606-1680) : Intérieur d'église
- Philips Wouwerman (1620-68) : Cavaliers et Paysans dans la campagne

## École française

### XVIeetXVIIesiècles

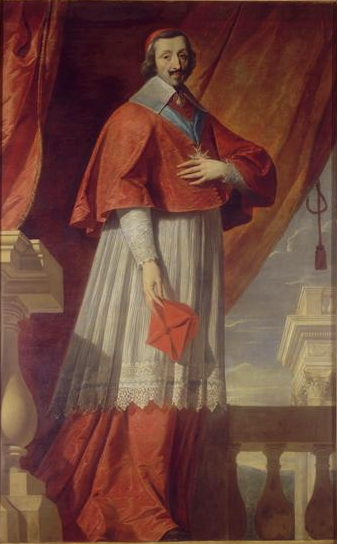
Portrait du cardinal Richelieu par Philippe de Champaigne

- Jehan Bellegambe (1470-1534) : Saint Guillaume présentant un donateur et ses 5 fils, Saint François présentant une donatrice et ses deux filles
- Philippe de Champaigne (1602-1674) : Portrait de Richelieu
- René-Antoine Houasse (1645-1710) : Portrait équestre de Louis XIV
- Jean-Baptiste Martin, dit Martin des Batailles (1659-1735) : Siège de Cambrai, Passage du Rhin, Siège de Valenciennes, Siège de Namur, Siège de Charleroi
- Charles Beaubrun : Portrait de Mme de Montbazon (attr.)

### XVIIIesiècle

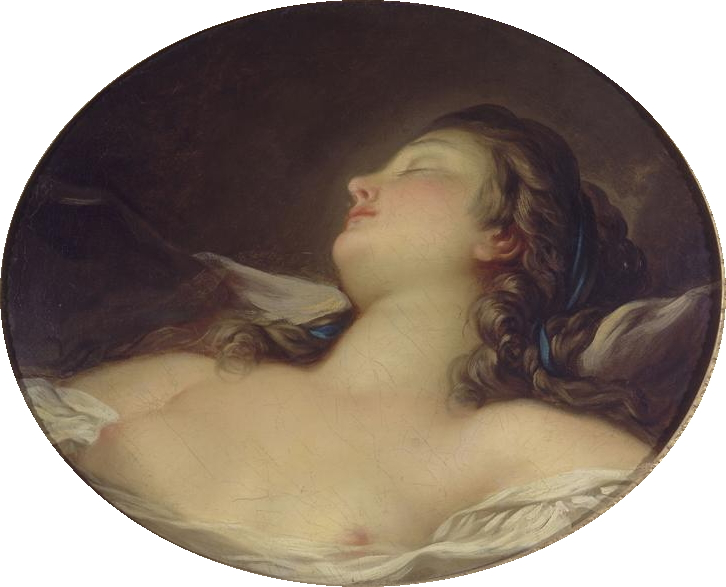
Jeune fille endormie, François Boucher

- Jean-Baptiste Santerre (1650-1717) : Portrait du Régent. Philippe duc d'Orléans, en armure
- Nicolas de Largillierre (1656-1746) : Portrait du marquis Gabriel de Razilly
- Alexandre-François Desportes (1661-1743) : Chiens d’arrêt et faisans
- Robert Levrac de Tournières (1667-1752) : Portrait du duc d'Hostun, Maréchal de France, Portrait du comte de Toulouse, amiral de France
- Jean-Baptiste Oudry (1686-1755) Chien en arrêt devant une perdrix, Chien en arrêt devant un faisan
- Jean-Marc Nattier (1685-1766) : Portrait du duc de Bourgogne, petit-fils de Louis XIV
- Louis Tocqué (1696-1772) : Portrait de M. Pouan, secrétaire du roi
- François Boucher (1703-1770) : Nymphes et satyres, Jeune fille endormie
- Louis-Michel van Loo (1707-1771) : Portrait de Nicolas de Beaujon, Portrait de M. Colin
- Donatien Nonotte (1707-1785) : Portrait d'une Dame jouant de la Vielle
- Joseph Siffrein Duplessis (1725-1802) : Portrait du Comte de Provence
- Jean-Baptiste Greuze (1725-1805) : Jeune femme
- Anne Vallayer-Coster (1744-1818) : Fleurs dans un vase de pierre (deux tableaux)
- Henri-Pierre Danloux (1753-1809) : Portrait d'homme
- Jean-Baptiste Charpentier : Portrait du comte de Penthièvre et de sa famille, ou La Tasse de chocolat

### XIXeetXXesiècles
- Carle Vernet (1758-1736) : Le four à plâtre, à Montmartre
- Louis Léopold Boilly (1761-1845) : Portrait d'un homme en buste, Portrait d'une femme en buste
- Eugène Lami (1800-1890) : Portrait de Monsieur André en costume d'officier des guides de l'impératrice, Le Salon des Vatry à Chaalis (aquarelles)
- Pascal Dagnan-Bouveret : Un Vieux Breton et Portrait de la mère de l'artiste en coiffe bretonne